# Rosa Trompetenwein
Der Rosa Trompetenwein (Podranea ricasoliana), gelegentlich auch als Weitschlundige Bignonie bezeichnet, ist eine Pflanzenart aus der Gattung der Trompetenweine (Podranea) innerhalb der Familie der Trompetenbaumgewächse (Bignoniaceae). Podranea ist ein Anagramm für Pandorea, eine nahe verwandte australische Pflanzengattung, in die diese Art zunächst eingeordnet worden war.

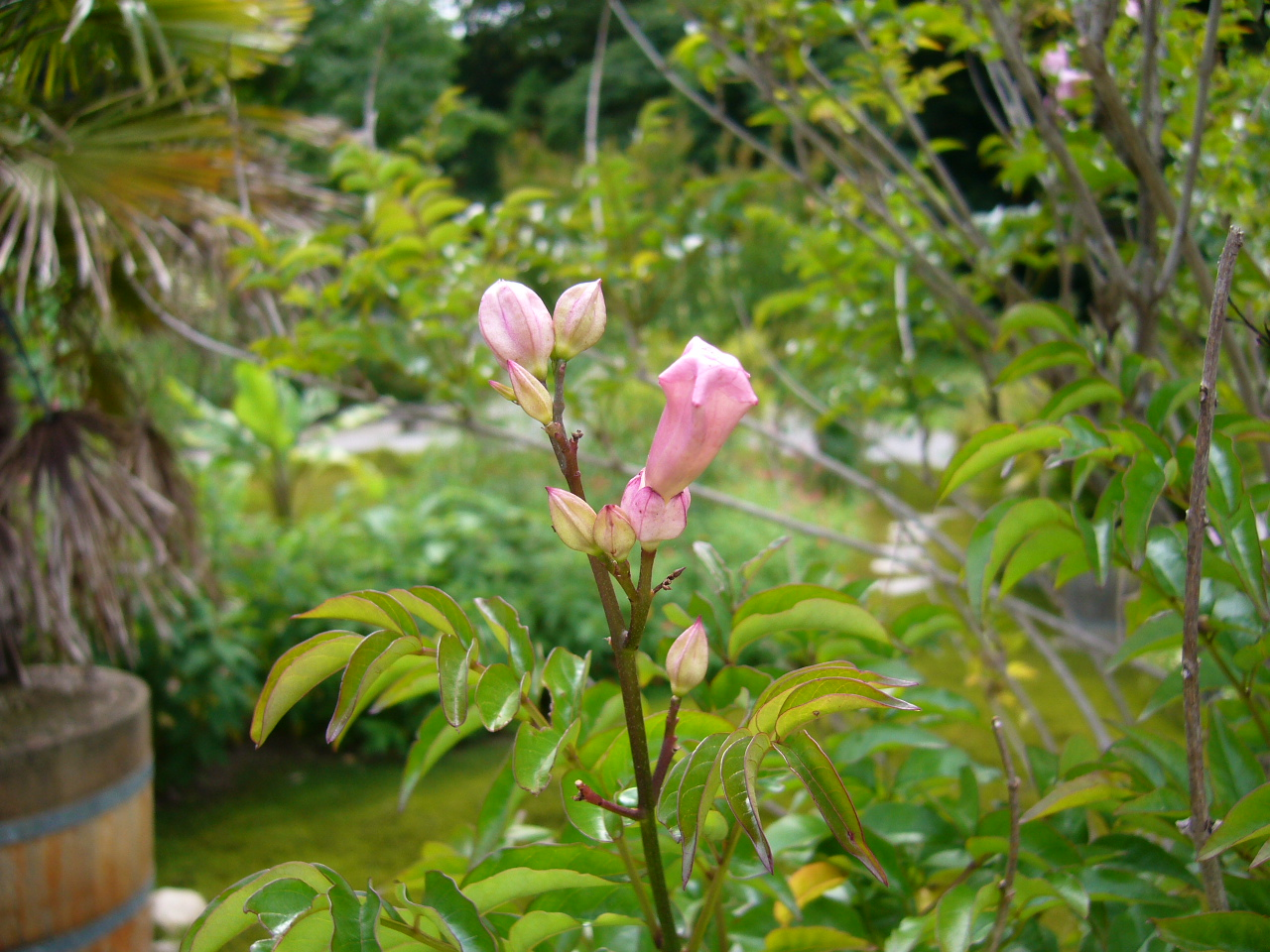
Blätter und Blütenknospen

Blüten

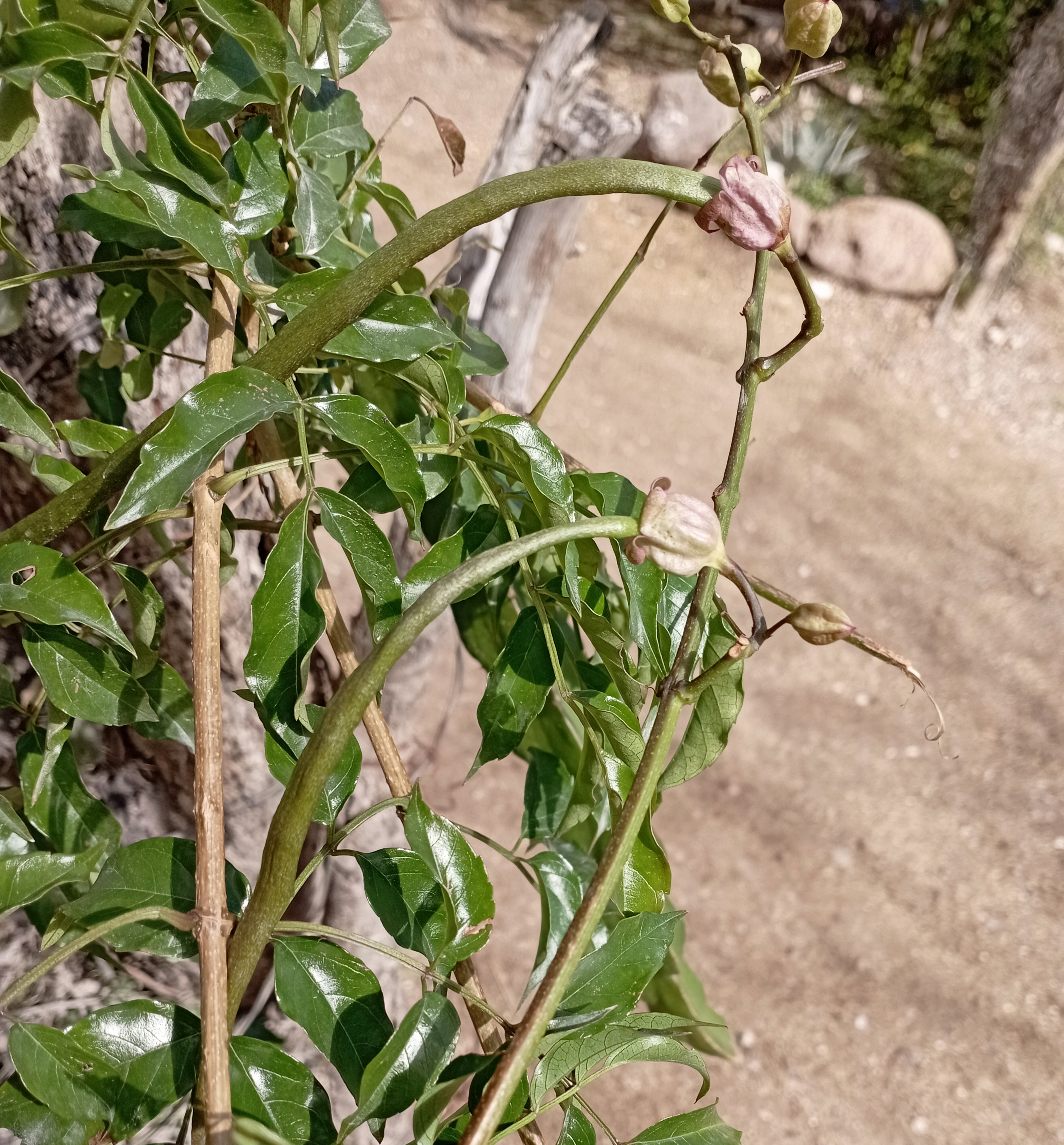
Früchte

## Beschreibung
Der Rosa Trompetenwein wächst als immergrüner, kletternder Strauch 2–3 Meter oder als Liane bis über 8 Meter hoch. Die bis zu 25 cm langen, gegenständigen und gestielten Laubblätter sind unpaarig gefiedert und aus 5 bis 13 eiförmigen, zugespitzten, kurz gestielten, bis etwa 8 Zentimeter langen, meist kahle Blättchen zusammengesetzt. Der Rand ist gesägt bis oft ganz. Die Rhachis und der Blattstiel sind rinnig.
Die großen, gestielten, rosafarbenen bis weiß-rosa, im Schlund dunkler geaderten Blüten stehen in endständigen, dichten Rispen, sind glockig mit schlanker Basis, fünflappig (dabei schwach zweilippig), stark duftend und erreichen eine Größe von bis zu 7,5 × 7,5 cm. Der etwas aufgeblasene, weißlich-grüne bis rosa, becherförmige und rippige, bis 2 Zentimeter lange Kelch ist fünfzipflig. Die Krone ist an den Saftmalen behaart. Sie besitzen zwei lange und zwei kurze, eingeschlossene Staubblätter sowie ein Staminode. Der zweikammerige, kahle Fruchtknoten ist oberständig und die Narbe ist zweilappig. Es ist ein Diskus vorhanden.
Die Früchte sind bis zu 40 cm lange, längliche, zylindrische und vielsamige Kapseln am beständigen Kelch, die sich bei der Reife zweiklappig öffnen, wobei zahlreiche, beidseits geflügelte, flache, bis 3 Zentimeter breiten Samen mit durchscheinenden Flügel freigesetzt werden.

## Verbreitung
Die Heimat des Rosa Trompetenweins liegt in Südafrika; dort ist die Art endemisch im Raum von Port St. Johns (zwischen East London und Durban) an der Mündung des Mzimvubu River (es gibt aber auch Vermutungen, dass die Art ursprünglich aus Ostafrika stammen soll). Heute wird sie weltweit als Zierpflanze unter anderem im Mittelmeerraum, auf den Kanaren, Madeira, im karibischen Raum und in den südlichen USA kultiviert.
In Malawi, Mosambik und Simbabwe wächst mit Podranea brycei eine weitere, sehr ähnliche Art. Manche Botaniker betrachten diese als nicht eigenständig, sondern fassen beide als eine gemeinsame Art auf.

## Taxonomie und Systematik
Der Rosa Trompetenwein wurde 1887 von Enrico Tanfani in Bullettino della R(eale) Società Toscana d’Orticultura Band 12 Seite 17 Tafel 1 und 2 als Tecoma ricasoliana erstbeschrieben. Die Art wurde 1906 von Thomas Archibald Sprague in William Henry Harvey: Flora Capensis; being a systematic description of the plants of the Cape Colony Band 4 Seite 450 als Podranea ricasoliana (Tanfani) Sprague in die Gattung Podranea gestellt. Ein Synonym ist Pandorea ricasoliana (Tanfani) K.Schum.

## Sonstiges
Die Pflanze hat sich in Teilen von Queensland, New South Wales sowie Neuseeland als Gartenflüchter ausgebreitet.